# (2839) Annette
(2839) Annette (1929 TP) – planetoida z pasa głównego asteroid okrążająca Słońce w ciągu 3,3 lat w średniej odległości 2,22 j.a. Odkryta 5 października 1929 roku. Nazwa pochodzi od imienia córki Clyde'a Tombaugha.